# Mustafa II.
Mustafa II.  (6. února 1664 – 28/30. prosince 1703) byl sultánem Osmanské říše v letech 1695 – 1703.
Syn Mehmeda IV., bratr Ahmeda III., otec Mahmuda I. a Osmana III. měl velké ambice navrátit Osmanské říši její nadvládu nad Uhrami, kterou Turci pozbyli po katastrofální porážce Osmanů v bitvě u Vídně roku 1683 (za vlády jeho otce Mehmeda IV.), kdy Habsburkové ovládli Uhry a postoupili až k srbskému městu Niš.
Sultán Mustafa II. byl odhodlán získat zpět ztracená území. Osobně se zúčastnil všech tří vojenských tažení do Evropy, v prvních dvou dokonce rakouská vojska porazil a znovu ovládl rumunské město Temešvár. Zároveň úspěšně čelil Benátkám v nekonečných námořních bitvách ve Středomoří. Roku 1696 však ztratil Azov, který na Osmanech dobyl ruský car Petr I. Veliký.
Mustafovy ambice byly zcela zmařeny ve třetím vojenském tažení roku 1697, kdy Osmané utrpěli od Habsburků zdrcující porážku v bitvě u Zenty, kde padnul i samotný turecký velkovezír. Následkem toho musel Mustafa akceptovat v roce 1699 Karlovický mír, kde se Turecko definitivně vzdalo Uher a Sedmihradska (vyjma temešvárského Banátu) ve prospěch Rakouska, Morei (Pelopponésu) ve prospěch Benátské republiky a Podolí ve prospěch Polska.
Po návratu do tureckého Edirne se Mustafa pokusil provést důležité reformy, zejména upevnění pravomoci sultána. Podobně jako jeho předchůdci si byl vědom špatné bojové morálky janičářů a také jejich zaostalosti i zkorumpovanosti. Janičáři, kteří v té době i ovládali státní správu, však nechtěli přijít o své privilegia a pravomoce. Podobně jako jeho předchůdci Mustafa s janičáry neuspěl. V roce 1703 se musel postavit povstání Gazi Gireje na Krymu a výbuchu občanské nespokojenosti, jehož příčinou byl sultánův rozkaz k přípravám na tažení do Gruzie. V čele povstání stanuli nevyplacení žoldnéři, které podporovali ulamové, studenti medres a městské obyvatelstvo. Povstalci se srotili na náměstí At Meydani a zvolili si novou vládu. Když Mustafa II. odmítl návrat do hlavního města, bylo ohlášeno jeho sesazení z trůnu ve prospěch jeho bratra Ahmeda III. O čtyři měsíce později zemřel přirozenou smrtí v paláci Topkapi.